# Salverò mia figlia (film 2014)
Salverò mia figlia (Deadly Daycare) è un film televisivo del 2014 diretto da Michael Feifer, con protagoniste Kayla Ewell e Christy Carlson Romano.

## Trama
Rachel è una giovane donna separata, che si occupa a tempo pieno della figlia Mia di tre anni. Tuttavia quando le viene comunicato dal marito che, a causa di problemi economici, è costretto a ridurre il mantenimento, capisce che deve tornare a lavorare per continuare a mantenere il suo tenore di vita. Inizia così la ricerca di un asilo nido a cui lasciare la figlia, su consiglio di un'amica il luogo scelto sembra affidabile e sicuro. Qui fa la conoscenza di Gabby, un'educatrice simpatica e disponibile che entra subito in sintonia con Mia, ma ben presto il suo rapporto con la piccola diventa morboso. Rachel insospettita dallo strano comportamento della figlia, decide di mettere una telecamera nascosta nella classe di Mia per assicurasi che non subisca maltrattamenti, ma indagando Rachel scopre qualcosa di molto più inquietante.

## Ascolti
| Prima TV Italia | Telespettatori | Share | Nota  |
| --------------- | -------------- | ----- | ----- |
| 19 maggio 2018  | 653.092        | 3,03% | [ 2 ] |